# Campionati europei di atletica leggera 1938 - 5000 metri piani
I 5000 metri piani maschili ai campionati europei di atletica leggera 1938 si sono svolti il 4 settembre 1938.

## Podio
| Oro     | Taisto Mäki Finlandia  |
| Argento | Henry Jonsson Svezia   |
| Bronzo  | Kauko Pekuri Finlandia |

## Risultati
| Pos.    | Nome               | Nazionalità   | Tempo   | Note                  |
| ------- | ------------------ | ------------- | ------- | --------------------- |
| Oro     | Taisto Mäki        | Finlandia     | 14'26"8 | Record dei campionati |
| Argento | Henry Jonsson      | Svezia        | 14'27"4 |                       |
| Bronzo  | Kauko Pekuri       | Finlandia     | 14'29"2 |                       |
| 4       | Jack Emery         | Gran Bretagna | 14'46"2 |                       |
| 5       | Józef Noji         | Polonia       | 14'47"8 |                       |
| 6       | Morrison Carstairs | Gran Bretagna | 14'51"3 |                       |
| 7       | András Csaplár     | Ungheria      | 14'52"4 |                       |
| 8       | Roger Rochard      | Francia       | 14'55"6 |                       |
| 9       | Odd Rasdal         | Norvegia      | 15'01"0 |                       |
| 10      | Gottfried Utiger   | Svizzera      | 15'42"0 |                       |
| 11      | Jean Deloge        | Lussemburgo   | 15'48"0 |                       |
|         | Roger Normand      | Francia       | dnf     |                       |
|         | István Simon       | Ungheria      | dnf     |                       |